# Samuel Isarn
Samuel Isarn, né à Castres en 1637 et mort en 1672, est un poète français.
Fils de Jean Isarn, greffier en chef de la Chambre de l’Edit, Isarn se lia d’une étroite amitié avec Pellisson, et se rendit à Paris pour le voir en 1652. Introduit par son ami chez Madeleine de Scudéry, il en devint éperdument amoureux. Il se convertit au catholicisme en 1664.
Isarn publia en 1660 un opuscule intitulé : la Pistole parlante, ou la Métamorphose d'un louis d'or ; réimprimé sous le titre de Lettre galante, à Mlle de Scudéry, et plus tard encore, sous celui d’Histoire d’un louis d’or. L’édition la plus recherchée des amateurs est intitulée : le Louis d’or politique et galant (Cologne, 1695, in-12). La Monnoye l’а inséré dans le Recueil de pièces choisies tant en vers qu'en prose, II, 240-272, sous le titre le Louis d’or, à Mlle de Scudéry.
Isarn, dans sa pièce, avait fait l’éloge de Mazarin en huit vers. Dans sa réponse, Madeleine de Scudéry l’exhorte « à faire quelque ouvrage plus grand à la louange de ceux qu’il a loués en huit vers seulement. » Cet opuscule, plein de verve et de grâce, lui valut d’être choisi par Colbert pour accompagner en qualité de gouverneur, dans son voyage auprès des cours étrangères, le marquis de Seignelay, son fils.
Après avoir rempli cette mission avec autant de talent que de probité, Isarn eut ses entrées à la cour ; il en profita, et aurait obtenu de l’avancement, si une mort prématurée n’était venue le frapper. Il mourut misérablement lorsque, un laquais de M. de Seignelay ayant emporté par inadvertance la clef de la chambre d’Isarn, celui-ci, qui y était renfermé, ne put appeler du secours lorsqu’il s’y trouva mal.